# Acarologie

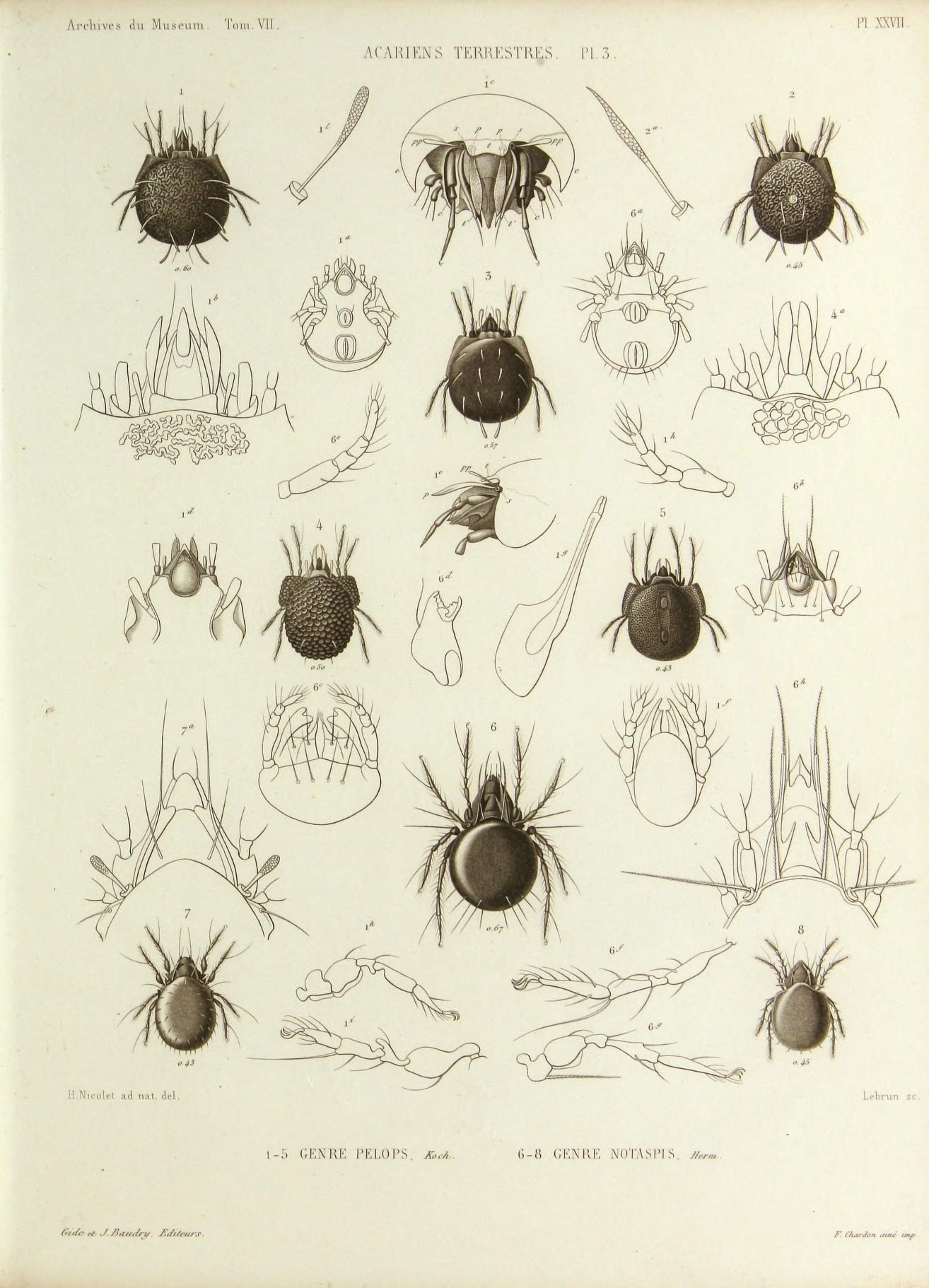
Pagina uit een Frans acarologisch handboek uit circa 1855

Acarologie (van het Griekse ἀκαρί / ἄκαρι, akari: een soort mijt; en -λογία, -logia: "wetenschap") is de studie van mijten en teken, dieren van de orde Acarina. Het is een deelgebied van de arachnologie, een subdiscipline van de zoölogie. 
Een zoöloog die gespecialiseerd is in acarologie wordt een acaroloog genoemd. Omdat veel leden van Acarina een parasitaire levenswijze hebben, en omdat veel teken ziekten kunnen overbrengen, zijn veel acarologen tevens parasitoloog of medisch microbioloog.
Sinds 1963 wordt ongeveer eens in de vier jaar ergens ter wereld een internationaal acarologie-congres georganiseerd.